# Colomers (gmina)
Colomers – gmina w Hiszpanii, w prowincji Girona, w Katalonii, o powierzchni 4,23 km². W 2011 roku gmina liczyła 205 mieszkańców.